# Makowskoje-See
Der Makowskoje-See (russisch озеро Маковское/osero Makowskoje) ist ein 163 km² großer See im Nordosten des Westsibirischen Tieflandes im asiatischen Teil Russlands, unmittelbar nördlich des Polarkreises.
Der Makowskoje-See stellt den größten See im Einzugsgebiet des Jenissei westlich des Stroms dar. Der See wird durch eine Reihe kleinerer Bäche gespeist. Dem Südostende des Sees entfließt die Makowskaja (auch Dipkun genannt), ein im Oberlauf 10 bis 20 Meter breiter Fluss, der schließlich knapp 100 Kilometer südwestlich – dort schon 50 Meter breit – in den Mittellauf des linken Jenissei-Nebenflusses Turuchan mündet. Inmitten des Sees liegt eine etwa 25 km² große Insel, die sich gut 50 Meter über den Seespiegel erhebt.
Der eiszeitliche Zungenbeckensee ist von Nordwesten bis Süden von einem knapp 200 Meter hohen Endmoränenzug umgeben, Ikennge-Kamm genannt (russisch-ewenkisch хребет Икэннгэ).
Im oligotrophen (nährstoffarmen) Makowskoje-See überwiegen Forellenfische, wie Wandersaibling, Peledmaräne und andere Maränenarten sowie Taimen.